# 萨库埃
萨库埃（法語：Sacoué，法語發音：[sakwe]）是法国上比利牛斯省的一个市镇，属于巴涅尔德比戈尔区。

## 地理
萨库埃（42°59'17"N, 0°33'47"E）面积13.14 平方千米，位于法国奧克西塔尼大區上比利牛斯省，该省份为法国西南部内陆省份，北至热尔省，西接大西洋比利牛斯省，南与西班牙接壤，东临上加龙省。
与萨库埃接壤的市镇（或旧市镇、城区）包括：科曼日地区圣贝特朗、布拉姆瓦克、费雷尔、戈当、让布里、热内雷斯特、尼斯托斯、乌尔德、塞克。

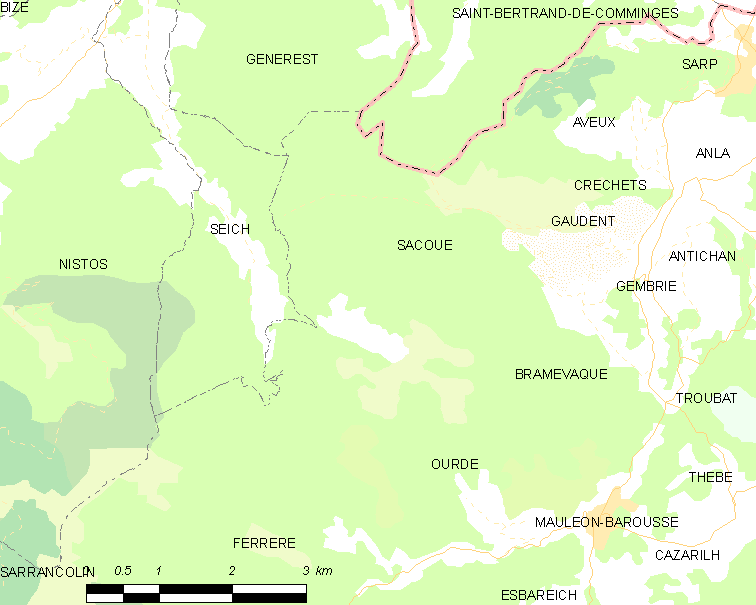
萨库埃的OSM定位图

萨库埃的时区为UTC+01:00、UTC+02:00（夏令时）。

## 行政
萨库埃的邮政编码为65370，INSEE市镇编码为65382。

## 政治
萨库埃所属的省级选区为巴鲁斯谷县。

## 人口

1962-2008年间萨库埃人口变化图示

萨库埃于2022年1月1日时的人口数量为84人。